# Balón de Oro 1970

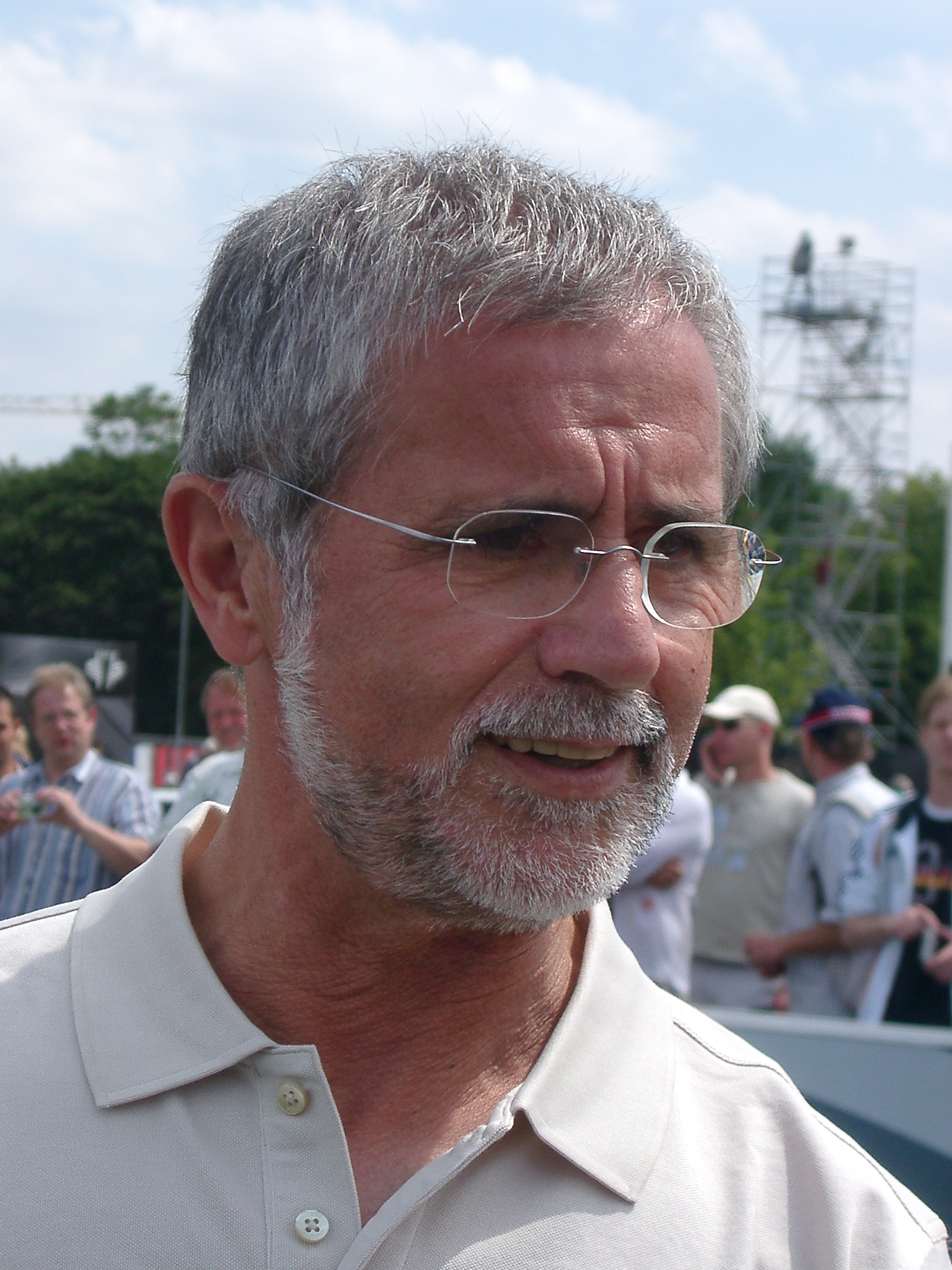
El exfutbolista internacional Gerd Müller en una aparición pública en Berlín (junio de 2006).

La edición de 1970 del Balón de Oro, 15.ª edición del premio de fútbol creado por la revista francesa France Football, fue ganada por el alemán Gerd Müller (Bayern Munich).
El jurado estuvo compuesto por 26 periodistas especializados, de cada una de las siguientes asociaciones miembros de la UEFA: Alemania Occidental, Alemania Oriental, Austria, Bélgica, Bulgaria, Checoslovaquia, Dinamarca, España, Finlandia, Francia, Grecia, Hungría, Inglaterra, Irlanda, Italia, Luxemburgo, Noruega, Países Bajos, Polonia, Portugal, Rumanía, Suecia, Suiza, Turquía, Unión Soviética y Yugoslavia.
El resultado de la votación fue publicado en el número 1291 de France Football, el 29 de diciembre de 1970.

## Sistema de votación
Cada uno de los miembros del jurado elige a los que a su juicio son los cinco mejores futbolistas europeos. El jugador elegido en primer lugar recibe cinco puntos, el elegido en segundo lugar cuatro puntos y así sucesivamente.
De esta forma, se repartieron 390 puntos, siendo 130 el máximo número de puntos que podía obtener cada jugador (en caso de que los 26 miembros del jurado le asignaran cinco puntos).

## Clasificación final
| Puesto | Jugador              | Equipo                                   | Votos | Votos | Votos | Votos | Votos | Votos | Puntos |
| Puesto | Jugador              | Equipo                                   | 1º    | 2º    | 3º    | 4º    | 5º    | Total | Puntos |
| ------ | -------------------- | ---------------------------------------- | ----- | ----- | ----- | ----- | ----- | ----- | ------ |
| 1º     | Gerd Müller          | Bayern Munich                            | 8     | 5     | 2     | 5     | 1     | 21    | 77     |
| 2º     | Bobby Moore          | West Ham United                          | 6     | 7     | 3     |       | 3     | 19    | 70     |
| 3º     | Luigi Riva           | Cagliari                                 | 5     | 4     | 4     | 5     | 2     | 20    | 65     |
| 4º     | Franz Beckenbauer    | Bayern Munich                            | 2     | 3     | 1     | 3     | 1     | 10    | 32     |
| 5º     | Wolfgang Overath     | Colonia                                  | 3     |       | 3     | 2     | 1     | 9     | 29     |
| 6º     | Dragan Džajić        | Estrella Roja Belgrado                   | 1     | 1     | 3     | 3     |       | 8     | 24     |
| 7º     | Johan Cruyff         | Ajax                                     |       | 1     | 2     | 1     | 1     | 5     | 13     |
| 8º     | Gordon Banks         | Stoke City                               |       | 2     |       |       |       | 2     | 8      |
|        | Sandro Mazzola       | Inter de Milán                           |       |       | 1     | 2     | 1     | 4     | 8      |
| 10º    | Uwe Seeler           | Hamburgo                                 | 1     |       |       | 1     |       | 2     | 7      |
|        | Albert Shesternev    | CSKA Moscú                               | 1     |       |       |       | 2     | 3     | 7      |
|        | Gianni Rivera        | Milan                                    |       | 1     | 1     |       |       | 2     | 7      |
|        | Rinus Israël         | Feyenoord                                |       |       | 1     | 1     | 2     | 4     | 7      |
| 14º    | Angelo Domenghini    | Cagliari                                 |       | 1     |       |       |       | 1     | 4      |
|        | Ove Kindvall         | Feyenoord                                |       |       | 1     |       | 1     | 2     | 4      |
|        | Francis Lee          | Manchester City                          |       |       | 1     |       | 1     | 2     | 4      |
|        | Willem van Hanegem   | Feyenoord                                |       |       | 1     |       | 1     | 2     | 4      |
| 18º    | Terry Cooper         | Leeds                                    |       |       | 1     |       |       | 1     | 3      |
|        | Geoff Hurst          | West Ham United                          |       |       | 1     |       |       | 1     | 3      |
|        | Alan Ball            | Everton                                  |       |       |       | 1     | 1     | 2     | 3      |
|        | Giacinto Facchetti   | Inter de Milán                           |       |       |       | 1     | 1     | 2     | 3      |
| 22º    | Eusébio              | Benfica                                  |       |       |       | 1     |       | 1     | 2      |
|        | Josip Skoblar        | Hannover 96 / Olympique Marsella         |       |       |       |       | 2     | 2     | 2      |
| 24º    | Cornel Dinu          | Dinamo Bucarest                          |       |       |       |       | 1     | 1     | 1      |
|        | Jean Djorkaeff       | Olympique Marsella / París Saint-Germain |       |       |       |       | 1     | 1     | 1      |
|        | Florea Dumitrache    | Dinamo Bucarest                          |       |       |       |       | 1     | 1     | 1      |
|        | Franz Hasil          | Feyenoord                                |       |       |       |       | 1     | 1     | 1      |
|        | Hans-Jürgen Kreische | Dinamo Dresde                            |       |       |       |       | 1     | 1     | 1      |
|        | Carles Rexach        | Barcelona                                |       |       |       |       | 1     | 1     | 1      |

## Curiosidades
- Primera vez en 10 años un jugador del Barcelona aparece en la clasificación final del Balón de Oro.